# Philipp Petzschner
Philipp Petzschner (* 24. März 1984 in Bayreuth) ist ein ehemaliger deutscher Tennisspieler. Seine größten Erfolge erreichte er im Doppel, wo er an der Seite von Jürgen Melzer mit Wimbledon 2010 und den US Open 2011 zwei Grand-Slam-Titel gewann.

## Karriere
Petzschner begann seine Karriere beim TC Fichtelgebirge in Weidenberg. Derzeit spielt er in der ersten Tennis-Bundesliga beim amtierenden Deutschen Meister TK Kurhaus Lambertz Aachen. Sein größter Erfolg im Juniorenbereich war der Gewinn des Doppeltitels der French Open im Jahr 2002.

### 2001 bis 2005
Zu Beginn seiner Profikarriere spielte Petzschner Challenger- und Futureturniere. Dabei erreichte er im Oktober 2001 das Finale eines Schweizer Future-Turniers und gewann ein Jahr später im Dezember seinen ersten Titel in Tschechien.
Seinen ersten Auftritt bei einem Turnier der ATP World Tour hatte Petzschner im Juli 2003 in Stuttgart, schied dort allerdings in der ersten Runde aus. Seine ersten beiden Spiele auf der Tour gewann er im September 2003 in Metz, wo er das Viertelfinale erreichte.
Auf nationaler Ebene gewann er im Jahr 2004 den Deutschen Meistertitel im Einzel.
Dank einer Wildcard konnte Petzschner im Mai 2005 sein erstes Turnier der ATP Masters Series spielen. In Hamburg scheiterte er in der ersten Runde.
Auch im Doppel spielte Petzschner vermehrt Turniere der Challenger- und Future-Kategorie. Der Start seiner Profikarriere im Doppel war umso erfolgreicher. Im Juli 2001 spielte er mit Simon Stadler in Stuttgart sein erstes ATP-Turnier (Erstrundenniederlage). Seinen ersten Sieg bei einem Future-Turnier feierte er im November desselben Jahres in der Schweiz mit dem Schweizer Stéphane Bohli. 2002 gewann er weitere Future-Turniere mit Simon Stadler in Deutschland sowie Tschechien und spielte mit Björn Phau beim ATP-Masters-Turnier von Hamburg in der ersten Runde. Weitere Höhepunkte in der Karriere waren die Siege mit Christopher Kas 2004 bei den Challenger-Turnieren in Mönchengladbach und Eckental 2005 folgten weitere Challenger-Titel mit Christopher Kas in Dresden, Mons und Eckental sowie mit Alexander Peya in Wolfsburg.

### 2006 bis 2011

#### Einzel
Im März 2006 gewann er ein weiteres Future-Turnier in Abu Dhabi und spielte dann vermehrt Challengerturniere. Bei den US Open 2007 qualifizierte er sich erstmals im Einzel für das Hauptfeld eines Grand-Slam-Turniers und erreichte die zweite Runde durch einen Fünfsatz-Sieg gegen Benjamin Becker. Dort verlor er gegen Tommy Haas in vier Sätzen. Im Davis-Cup-Halbfinale 2007 in Russland feierte er sein Debüt für die deutsche Davis-Cup-Mannschaft. An der Seite von Alexander Waske für den verletzten Michael Kohlmann brachte er die Mannschaft mit einem Viersatzsieg mit 2:1 in Führung. Am folgenden Tag vertrat er den erkrankten Tommy Haas und feierte so sein Einzeldebüt, das er allerdings in vier Sätzen gegen den um 189 Plätze besser platzierten Michail Juschny verlor.
Den ersten Challenger-Titel gewann er im Oktober in Rennes. 2008 spielte Petzschner die Qualifikation zu Wimbledon, wo Petzschner sich für das Hauptfeld qualifizieren und ebenfalls die zweite Runde erreichen konnte. Im Oktober dann sein vorläufiger Karrierehöhepunkt, als er sein erstes Turnier auf der ATP-Tour gewann. Im Finale der Bank Austria TennisTrophy bezwang er den 97 Plätze höher gelisteten Franzosen Gaël Monfils mit 6:4 und 6:4. Petzschner gewann das Turnier, nachdem er sich erst durch die Qualifikation spielen musste. 2009 erreichte er die dritte Runde in Wimbledon und das Achtelfinale des Rogers Cup in Montreal und des Legg Mason Tennis Classic in Washington, D.C. Außerdem spielte er sich beim ATP-Turnier in Metz bis ins Viertelfinale vor. Petzschner beendete das Jahr als 80. der ATP-Weltrangliste.
2010 ist die bisher beste Saison in Petzschners Karriere. Das Jahr begann für ihn mit zwei Erstrundenniederlagen in Brisbane und bei den Australian Open noch holprig. Erst im Februar konnte Petzschner seine Topform erreichen. Er spielte sich in Zagreb bis ins Halbfinale vor, ehe er an Landsmann Michael Berrer scheiterte. Beim selben Turnier gewann Petzschner an der Seite des Österreichers Jürgen Melzer seinen ersten Doppeltitel. Zwei Wochen später erreichte er im amerikanischen Memphis erneut das Halbfinale, wo er in drei Sätzen John Isner unterlag. Bei den Masters-1000-Turnieren in Indian Wells und Miami kam Petzschner nicht über die zweite bzw. dritte Runde hinaus. In Indian Wells verlor er gegen Philipp Kohlschreiber, in Miami unterlag er Robin Söderling.
Petzschner startete mit einem weiteren Drittrundeneinzug in Monte Carlo in die Sandplatzsaison. Hier musste er sich nach Siegen über Guillermo García López und seinem Doppelpartner Jürgen Melzer erneut Philipp Kohlschreiber geschlagen geben. Kurze Zeit später drang Petzschner vor heimischer Kulisse in München erneut ins Halbfinale vor. Dabei schlug er u. a. den Tschechen Tomáš Berdych in drei Sätzen (1:6, 6:3, 6:4), bevor Michail Juschny eine Nummer zu groß für ihn war (5:7, 6:7). Beim ATP-Turnier von Madrid wehrte Petzschner in Runde eins gegen Fabio Fognini einen Matchball ab, in Runde zwei musste er gegen Gaël Monfils beim Stand von 1:1 im ersten Satz verletzungsbedingt aufgeben.
In der ersten Runde des zweiten Grand-Slam-Turniers des Jahres in Roland Garros verspielte Petzschner eine 2:0-Satzführung gegen den Australier Carsten Ball und verlor mit 7:9 im fünften Satz.
Danach trat Petzschner zur Vorbereitung auf Wimbledon beim Rasenturnier in Halle an, wo er bereits zum vierten Mal in der Saison in ein Halbfinale vorstieß. Nach Siegen über Marcos Baghdatis, Viktor Troicki und Lukáš Lacko unterlag er trotz ausgezeichneter Chancen Roger Federer mit 6:7, 4:6. In Wimbledon feierte Petzschner den größten Erfolg seiner Karriere. Er gewann die Doppelkonkurrenz an der Seite von Jürgen Melzer. Im Endspiel bezwangen die beiden die schwedisch-rumänische Paarung aus Simon Aspelin und Horia Tecău. Im Einzel verpasste Petzschner nur knapp einen großen Coup. Nach Fünfsatzsiegen über Stéphane Robert und Łukasz Kubot führte er bereits mit 2:1 nach Sätzen gegen die Nummer eins der Welt, Rafael Nadal. Doch dieser drehte das Spiel noch zu seinen Gunsten (4:6, 6:4, 7:6, 2:6, 3:6).
In den folgenden fünf Turnieren scheiterte Petzschner jeweils in der ersten Runde. Erst bei den US Open gelang ihm Ende August nach zwei Monaten wieder ein Sieg gegen den Qualifikanten Dušan Lojda. In Runde zwei scheiterte er mit 5:7, 3:6, 6:7 am Serben Novak Đoković. Ende August qualifizierte sich Petzschner im Doppel mit Jürgen Melzer für die World Tour Finals in London. Im September verletzte er sich in einem Spiel der österreichischen Bundesliga am Knöchel und fiel zehn Wochen aus. Er schloss das Jahr als Nummer 57 der Welt ab und erspielte sich dabei 702.058 US-Dollar bei einer Matchbilanz von 21:19.
Petzschner scheiterte 2011 in Runde eins der Australian Open an Jo-Wilfried Tsonga nach 2:0-Satzführung in fünf Sätzen. Zwei Wochen später erreichte er die zweite Runde des Hallenturniers von Zagreb. Nach dreijähriger Abstinenz wurde Petzschner zur Erstrundenpartie im Davis Cup gegen Kroatien wieder berufen.
Mit einem Fünfsatzsieg im Doppel an der Seite von Christopher Kas und einem glatten Dreisatzsieg im entscheidenden fünften Einzel trug Petzschner wesentlich zum 3:2-Sieg der deutschen Mannschaft bei.
Bei den BMW Open in München erreichte Petzschner sein erstes Halbfinale der Saison. Er scheiterte an Florian Mayer, nachdem er unter anderem den topgesetzten Michail Juschny bezwungen hatte. Beim World Team Cup in Düsseldorf half Petzschner der deutschen Mannschaft, als er mit seinem Sieg über Igor Andrejew das Team gegen Russland in Führung brachte. Auch im Finale spielte er das entscheidende Doppel an der Seite von Philipp Kohlschreiber und verhalf Deutschland zum fünften Titel.
Bei den Gerry Weber Open in Halle erreichte Petzschner sein erstes Finale nach seinem Triumph in Wien 2008. Auf dem Weg dahin bezwang er unter anderem den an Nummer zwei gesetzten Tschechen Tomáš Berdych. Im Finale musste er beim Stand von 6:7, 0:2 aufgrund einer Rückenverletzung aufgeben und Philipp Kohlschreiber den Titel überlassen.

#### Doppel
Den zwischenzeitlich größten Erfolg stellten 2006 das Erreichen des Doppel-Halbfinales beim ATP-Turnier in Marseille sowie die Siege bei den Challenger-Turnieren in Heilbronn, Besançon (mit Christopher Kas) und Cardiff (mit Alexander Peya) dar.
Auch im Doppel folgten 2006 die ersten Grand-Slam-Teilnahmen. Mit Kas unterlag Petzschner bei den French Open in der ersten Runde und bei den US Open in der zweiten Runde. Das Turnier von Wimbledon spielte er mit Olivier Rochus und erreichte ebenfalls die zweite Runde. Durch diese Erfolge kletterte er im September 2006 auf Platz 61 der ATP-Doppel-Weltrangliste.
Anfang 2007 nahm er mit Christopher Kas zum ersten Mal an der Doppelkonkurrenz der Australian Open teil. Die beiden verloren bereits in der ersten Runde. Ende 2007 folgten mit wechselnden Partnern weitere Challenger-Siege: Donetsk, Rennes, Aachen und Eckental.
Das Jahr 2008 begann mit einem Einsatz in der ersten Davis-Cup-Runde gegen das Team von Korea. Mit Partner Philipp Kohlschreiber besiegte er das koreanische Duo mit 6:1, 6:3 und 6:3. Auch im April spielte er gegen Spanien im Doppel mit Kohlschreiber, dieses Mal unterlagen die beiden in fünf Sätzen mit 7:6, 6:7, 4:6, 6:2 und 10:12. Im Februar folgte die Titelverteidigung in Besançon.
Für den World Team Cup wurde Petzschner erstmals im Mai 2008 nominiert, er spielte alle drei Vorrunden-Doppel mit Christopher Kas. Sie besiegten das spanische Duo mit 6:7, 6:4 und [10:5], unterlagen den Italienern mit 6:3, 3:6 und [4:10] sowie den Russen mit 6:7 und 3:6. Die Grand-Slam-Turniere Wimbledon und US Open bildeten den vorläufigen Karrierehöhepunkt. Beide Male erreichte Petzschner das Viertelfinale. In Wimbledon unterlag er mit Alexander Peya den späteren Finalisten Jonas Björkman und Kevin Ullyett 6:7, 6:4, 3:6, 7:6 und 2:6, bei den US Open mit Christopher Kas den späteren Siegern Bob und Mike Bryan 6:7 und 4:6. Analog zu seinem Erfolg beim ATP-Turnier von Wien im Einzel zog er bei diesem Turnier auch im Doppel erstmals in ein ATP-Finale ein. Mit dem Österreicher Alexander Peya unterlag er Maks Mirny und Andy Ram in zwei Sätzen mit 1:6 und 5:7. Durch seine Erfolge im Jahr 2008 kletterte er in der Doppelweltrangliste im Oktober auf Platz 39.
2009 war Petzschner mit Alexander Peya Halbfinalist in Memphis und Newport. Sie gewannen auch das Challenger-Turnier in Teneriffa.
2010 gewann er an der Seite von Jürgen Melzer das Turnier in Zagreb sowie das Herrendoppel von Wimbledon. Letzteres war sein erster Grand-Slam-Titel und somit sein bis dato größter Erfolg. Es war der erste Sieg eines männlichen deutschen Tennisspielers in Wimbledon seit dem Sieg von Michael Stich im Herrendoppel 1992. Bei den ATP World Tour Finals 2010 in London schieden Petzschner/Melzer in der Gruppenphase als Tabellendritte aus. Das erste Spiel ging mit 3:6, 5:7 gegen die Bryan-Zwillinge verloren, es folgte ein Dreisatzsieg über Leander Paes und Lukáš Dlouhý, der noch einmal Hoffnung auf das Halbfinale aufkommen ließ. Das entscheidende letzte Gruppenspiel verloren Petzschner und Melzer dann gegen die Polen Mariusz Fyrstenberg und Marcin Matkowski mit 3:6, 6:7. Petzschner schloss das Jahr mit einer Matchbilanz von 22:16 und als Nummer 20 der Welt ab.
Das Jahr 2011 startete er mit dem Viertelfinaleinzug bei den Australian Open an der Seite von Jürgen Melzer. In Rotterdam gewannen die beiden als Paar ihren dritten Doppeltitel, im Finale bezwangen sie Michaël Llodra und Nenad Zimonjić mit 6:4, 3:6, [10:5]. Petzschner holte dann in Düsseldorf beim World Team Cup im Finale gegen Argentinien den entscheidenden Sieg an der Seite von Philipp Kohlschreiber. Bei den US Open setzten sich Petzschner und Melzer im Finale in zwei Sätzen gegen Mariusz Fyrstenberg und Marcin Matkowski durch und gewannen somit ihren zweiten gemeinsamen Grand-Slam-Titel.

### 2012 bis heute
Petzschner spielte 2012 und 2013 bis auf eine Ausnahme alle Grand-Slam-Turniere, fiel in der Weltrangliste aber kontinuierlich zurück. Es gelang ihm zwar im Juni 2012, das Finale in ’s-Hertogenbosch zu erreichen, das er gegen David Ferrer verlor, Ende des Jahres stand er aber nicht einmal mehr in den Top 200. Durch Verletzungen konnte er selten über einen längeren Zeitraum hinweg spielen.
Im Doppel blieb er ungleich erfolgreicher. In den Jahren 2012 an der Seite von Jürgen Melzer und 2015 als Partner von Jonathan Erlich aus Israel schied Philipp Petzschner jeweils erst im Halbfinale in Wimbledon aus. Darüber hinaus gewann er in Wien 2014 und Båstad 2017 jeweils den Titel und erreichte außerdem vier weitere Finals. Nach seinem Sieg in Båstad im Juli 2017 spielte er in der Saison kein weiteres Turnier mehr. Am Jahresende stand er auf Rang 71.
Nachdem er 2018 zunächst zwei Doppeltitel auf der Challengertour gewinnen konnte, gelang ihm im Juni in Stuttgart nach knapp einem Jahr wieder ein Erfolg auf der World Tour. An der Seite von Tim Pütz gewann er das Doppelfinale gegen Robert Lindstedt und Marcin Matkowski in zwei Sätzen. Im Oktober 2018 bestritt er sein letztes Profispiel auf der Tour, womit seine Profikarriere endete. Anfang 2020 wurde er Bundestrainer der Jugend beim Deutschen Tennis Bund.

## Erfolge
| Legende (Anzahl der Siege)                           |
| Grand Slam (2)                                       |
| ATP World Tour Finals                                |
| ATP Masters Series ATP World Tour Masters 1000       |
| ATP International Series Gold ATP World Tour 500 (2) |
| ATP International Series ATP World Tour 250 (5)      |
| ATP Challenger Tour (22)                             |

| Titel nach Belag |
| Hartplatz (5)    |
| Sand (2)         |
| Rasen (2)        |

### Einzel

#### Turniersiege

##### ATP World Tour
| Nr. | Datum            | Turnier | Belag         | Finalgegner  | Ergebnis |
| --- | ---------------- | ------- | ------------- | ------------ | -------- |
| 1.  | 12. Oktober 2008 | Wien    | Hartplatz (i) | Gaël Monfils | 6:4, 6:4 |

##### ATP Challenger Tour
| Nr. | Datum            | Turnier | Belag       | Finalgegner   | Ergebnis |
| --- | ---------------- | ------- | ----------- | ------------- | -------- |
| 1.  | 14. Oktober 2007 | Rennes  | Teppich (i) | Gilles Müller | 6:3, 6:4 |

#### Finalteilnahmen
| Nr. | Datum         | Turnier          | Belag | Finalgegner           | Ergebnis          |
| --- | ------------- | ---------------- | ----- | --------------------- | ----------------- |
| 1.  | 12. Juni 2011 | Halle            | Rasen | Philipp Kohlschreiber | 6:75, 0:2 Aufgabe |
| 2.  | 23. Juni 2012 | ’s-Hertogenbosch | Rasen | David Ferrer          | 3:6, 4:6          |

### Doppel

#### Turniersiege

##### ATP World Tour
| Nr. | Datum              | Turnier       | Belag         | Partner       | Finalgegner                          | Ergebnis          |
| --- | ------------------ | ------------- | ------------- | ------------- | ------------------------------------ | ----------------- |
| 1.  | 7. Februar 2010    | Zagreb        | Hartplatz (i) | Jürgen Melzer | Arnaud Clément Olivier Rochus        | 3:6, 6:3, [10:8]  |
| 2.  | 3. Juli 2010       | Wimbledon     | Rasen         | Jürgen Melzer | Robert Lindstedt Horia Tecău         | 6:1, 7:5, 7:5     |
| 3.  | 13. Februar 2011   | Rotterdam     | Hartplatz (i) | Jürgen Melzer | Michaël Llodra Nenad Zimonjić        | 6:4, 3:6, [10:5]  |
| 4.  | 16. Juli 2011      | Stuttgart (1) | Sand          | Jürgen Melzer | Marcel Granollers Marc López         | 6:3, 6:4          |
| 5.  | 10. September 2011 | US Open       | Hartplatz     | Jürgen Melzer | Mariusz Fyrstenberg Marcin Matkowski | 6:2, 6:2          |
| 6.  | 19. Oktober 2014   | Wien          | Hartplatz (i) | Jürgen Melzer | Andre Begemann Julian Knowle         | 7:66, 4:6, [10:7] |
| 7.  | 23. Juli 2017      | Båstad        | Sand          | Julian Knowle | Sander Arends Matwé Middelkoop       | 6:2, 3:6, [10:7]  |
| 8.  | 17. Juni 2018      | Stuttgart (2) | Rasen         | Tim Pütz      | Robert Lindstedt Marcin Matkowski    | 7:65, 6:3         |

##### ATP Challenger Tour
| Nr. | Datum             | Turnier         | Belag         | Partner         | Finalgegner                       | Ergebnis          |
| --- | ----------------- | --------------- | ------------- | --------------- | --------------------------------- | ----------------- |
| 1.  | 21. August 2004   | Mönchengladbach | Sand          | Christopher Kas | Karsten Braasch Franz Stauder     | 3:6, 6:2, 7:64    |
| 2.  | 20. November 2004 | Eckental (1)    | Teppich (i)   | Christopher Kas | Daniele Bracciali Petr Luxa       | 6:4, 7:65         |
| 3.  | 5. Februar 2005   | Wolfsburg       | Teppich (i)   | Alexander Peya  | Aisam-ul-Haq Qureshi Lovro Zovko  | 6:2, 6:4          |
| 4.  | 21. Mai 2005      | Dresden         | Sand          | Christopher Kas | Bart Beks Martijn van Haasteren   | 6:72, 6:2, 6:4    |
| 5.  | 21. Mai 2005      | Mons (1)        | Hartplatz (i) | Christopher Kas | Tomáš Cibulec Tom Vanhoudt        | 7:64, 6:2         |
| 6.  | 12. November 2005 | Eckental (2)    | Teppich (i)   | Christopher Kas | Torsten Popp Jasper Smit          | 6:3, 7:5          |
| 7.  | 28. Januar 2006   | Heilbronn       | Teppich (i)   | Christopher Kas | Lukáš Dlouhý David Škoch          | 6:72, 6:3, [10:4] |
| 8.  | 25. Februar 2006  | Besançon (1)    | Hartplatz (i) | Christopher Kas | Jean-Claude Scherrer Lovro Zovko  | 6:2, 6:2          |
| 9.  | 21. April 2006    | Cardiff         | Hartplatz (i) | Alexander Peya  | Filip Prpic Björn Rehnquist       | 4:6, 6:3, [10:7]  |
| 10. | 8. September 2007 | Donezk          | Hartplatz     | Simon Stadler   | Patrick Briaud Nicholas Monroe    | 3:6, 7:5, [10:6]  |
| 11. | 13. Oktober 2007  | Rennes          | Teppich (i)   | Björn Phau      | Filip Polášek Igor Zelenay        | 6:2, 6:2          |
| 12. | 3. November 2007  | Aachen          | Teppich (i)   | Alexander Peya  | Mischa Zverev Dominik Meffert     | 6:3, 6:2          |
| 13. | 10. November 2007 | Eckental (3)    | Teppich (i)   | Alexander Peya  | Philipp Marx Lars Uebel           | 6:3, 6:4          |
| 14. | 24. Februar 2008  | Besançon (2)    | Hartplatz (i) | Alexander Peya  | Yves Allegro Horia Tecău          | 6:3, 6:1          |
| 15. | 1. Mai 2009       | Teneriffa       | Hartplatz     | Alexander Peya  | James Auckland Joshua Goodall     | 6:2, 3:6, [10:4]  |
| 16. | 16. März 2013     | Dallas          | Hartplatz     | Jürgen Melzer   | Eric Butorac Dominic Inglot       | 6:3, 6:1          |
| 17. | 21. Februar 2015  | Breslau         | Hartplatz (i) | Tim Pütz        | Frank Dancevic Andriej Kapaś      | 7:64, 6:3         |
| 18. | 10. Oktober 2015  | Mons (2)        | Hartplatz (i) | Ruben Bemelmans | Rameez Junaid Igor Zelenay        | 6:3, 6:1          |
| 19. | 7. November 2015  | Eckental (4)    | Teppich (i)   | Ruben Bemelmans | Ken Skupski Neal Skupski          | 7:5, 6:2          |
| 20. | 18. März 2018     | Irving          | Hartplatz     | Alexander Peya  | Radu Albot Matthew Ebden          | 6:2, 6:4          |
| 21. | 13. Mai 2018      | Aix-en-Provence | Sand          | Tim Pütz        | Guido Andreozzi Kenny de Schepper | 6:73, 6:2, [10:8] |

#### Finalteilnahmen
| Nr. | Datum            | Turnier   | Belag         | Partner         | Finalgegner                        | Ergebnis   |
| --- | ---------------- | --------- | ------------- | --------------- | ---------------------------------- | ---------- |
| 1.  | 12. Oktober 2008 | Wien      | Hartplatz (i) | Alexander Peya  | Maks Mirny Andy Ram                | 1:6, 5:7   |
| 2.  | 18. Juli 2010    | Stuttgart | Sand          | Christopher Kas | Carlos Berlocq Eduardo Schwank     | 6:75, 6:76 |
| 3.  | 8. Januar 2012   | Brisbane  | Hartplatz     | Jürgen Melzer   | Maks Mirny Daniel Nestor           | 1:6, 2:6   |
| 4.  | 8. Januar 2016   | Doha      | Hartplatz     | Alexander Peya  | Feliciano López Marc López         | 4:6, 3:6   |
| 5.  | 14. Februar 2016 | Rotterdam | Hartplatz (i) | Alexander Peya  | Nicolas Mahut Vasek Pospisil       | 6:72, 4:6  |
| 6.  | 27. Februar 2016 | Acapulco  | Hartplatz     | Alexander Peya  | Treat Huey Maks Mirny              | 6:75, 3:6  |
| 7.  | 30. April 2017   | Barcelona | Sand          | Alexander Peya  | Florin Mergea Aisam-ul-Haq Qureshi | 4:6, 3:6   |

## Abschneiden bei Grand-Slam-Turnieren

### Einzel
| Turnier1                   | 2016 | 2015 | 2014 | 2013 | 2012  | 2011  | 2010  | 2009  | 2008 | 2007 | 2006 | 2005 | 2004 | 2003 | 2002 | 2001 | 2000 | Gesamt |
| -------------------------- | ---- | ---- | ---- | ---- | ----- | ----- | ----- | ----- | ---- | ---- | ---- | ---- | ---- | ---- | ---- | ---- | ---- | ------ |
| Australian Open            | –    | Q2   | –    | –    | 2R    | 1R    | 1R    | 1R    | Q1   | Q2   | –    | –    | –    | –    | –    | –    | –    | 2R     |
| French Open                | –    | –    | –    | 1R   | 1R    | 2R    | 1R    | 2R    | –    | –    | –    | –    | –    | –    | –    | –    | –    | 2R     |
| Wimbledon                  | –    | –    | –    | 1R   | 2R    | 1R    | 3R    | 3R    | 2R   | –    | –    | –    | –    | –    | –    | –    | –    | 3R     |
| US Open                    | –    | –    | Q2   | 1R   | 2R    | 2R    | 2R    | 2R    | Q3   | 2R   | –    | –    | –    | –    | –    | –    | –    | 2R     |
| Gewonnene Einzel-Titel     | 0    | 0    | 0    | 0    | 0     | 0     | 0     | 0     | 1    | 0    | 0    | 0    | 0    | 0    | 0    | 0    | 0    | 1      |
| Gesamt-Siege/-Niederlagen2 | 0:0  | 0:0  | 1:2  | 3:5  | 10:17 | 24:22 | 21:19 | 15:25 | 10:9 | 1:2  | 0:0  | 0:2  | 1:1  | 2:3  | 0:0  | 0:0  | 0:0  | 88:107 |
| Jahresendposition          | 1241 | 752  | 413  | 202  | 116   | 63    | 57    | 80    | 66   | 184  | 307  | 307  | 394  | 327  | 395  | 762  | 1247 | N/A    |

### Doppel
| Turnier1                   | 2018  | 2017  | 2016  | 2015 | 2014 | 2013 | 2012  | 2011  | 2010  | 2009  | 2008  | 2007 | 2006 | 2005 | 2004 | 2003 | 2002 | 2001 | Gesamt  |
| -------------------------- | ----- | ----- | ----- | ---- | ---- | ---- | ----- | ----- | ----- | ----- | ----- | ---- | ---- | ---- | ---- | ---- | ---- | ---- | ------- |
| Australian Open            | –     | 1R    | 1R    | –    | –    | –    | AF    | VF    | AF    | 2R    | –     | 1R   | –    | –    | –    | –    | –    | –    | VF      |
| French Open                | 1R    | 1R    | –     | –    | –    | 1R   | AF    | 1R    | 1R    | 1R    | –     | –    | 1R   | –    | –    | –    | –    | –    | AF      |
| Wimbledon                  | AF    | 2R    | –     | HF   | –    | –    | HF    | VF    | S     | 2R    | VF    | –    | 2R   | –    | –    | –    | –    | –    | 1       |
| US Open                    | 2R    | –     | –     | 1R   | –    | 1R   | 2R    | S     | 1R    | 1R    | VF    | –    | 2R   | –    | –    | –    | –    | –    | 1       |
| Gewonnene Doppel-Titel     | 1     | 1     | 0     | 0    | 1    | 0    | 0     | 3     | 2     | 0     | 0     | 0    | 0    | 0    | 0    | 0    | 0    | 0    | 8       |
| Gesamt-Siege/-Niederlagen2 | 11:13 | 16:16 | 15:12 | 7:11 | 5:1  | 4:7  | 21:21 | 34:26 | 22:16 | 17:21 | 17:13 | 1:2  | 7:11 | 0:0  | 0:0  | 0:0  | 0:2  | 0:1  | 168:165 |
| Jahresendposition          | 84    | 71    | 66    | 50   | 184  | 157  | 38    | 10    | 20    | 55    | 41    | 140  | 68   | 118  | 205  | 218  | 301  | 781  | N/A     |

Zeichenerklärung: S = Turniersieg; F, HF, VF, AF = Einzug ins Finale / Halbfinale / Viertelfinale / Achtelfinale; 1R, 2R, 3R = Ausscheiden in der 1. / 2. / 3. Hauptrunde bzw. Q1, Q2, Q3 = Ausscheiden in der 1. / 2. / 3. Qualifikationsrunde
1 Turnierresultat in Klammern bedeutet, dass der Spieler das Turnier noch nicht beendet hat; es zeigt seinen aktuellen Turnierstatus an. Nachdem der Spieler das Turnier beendet hat, wird die Klammer entfernt.

## Sonstiges
Philipp Petzschner war am 17. Juli 2010 mit seinem Wimbledon-Doppelpartner Jürgen Melzer Gast im aktuellen Sportstudio. Beide sagten, dass sie auch außerhalb der Tennis-Szene befreundet sind, sie bezeichneten sich als Fußball-Fans. Petzschner nannte als seinen Lieblings-Fußballverein Arminia Bielefeld.
Philipp Petzschner ist seit 2009 mit Dewi Sulaeman, einem ehemaligen Mitglied der Band Bellini, verheiratet und hat deren Sohn adoptiert. Das Paar hat zudem seit Januar 2013 eine gemeinsame Tochter und lebt in Pulheim.